# BREIMEN
BREIMEN（ブレイメン）は、日本の5人組ミクスチャーファンクバンドである。2015年結成。旧体制の名前は「無礼メン」。ブラックミュージックをベースとしつつも、自由にジャンルを横断していくスタイルが特徴となっているバンド。
原型のバンドはベース専任だった高木祥太を中心に2015年に結成。初代ボーカルの脱退を受け、高木がボーカルを担当するようになり、バンドネームも無礼メンから現在のBREIMENに変更し2018年に現在の5人組体制となった。メンバー各人は数多くのアーティストのサポートアクトを務めていながらも、セッションミュージシャンとしても活動をしている。
2020年2月に1stアルバム『TITY』 、2021年5月に2ndアルバム『Play time isn’t over』をリリースし、ASIAN KUNG-FU GENERATIONの後藤正文の私設賞「APPLE VINEGAR - Music Award -」で特別賞を受賞するなど、多くの著名人やライブシーンからの支持を得ている。
2024年4月にアリオラジャパンよりメジャーデビュー。

## メンバー
- 高木祥太

ボーカル・ベース・作詞作曲担当
1995年2月20日生まれ。神奈川県出身。音楽一家で育つ中で英才教育を全く受ける事なく、とにかくサッカーをして育つ。高校2年生時にベースを手にし、1年後の2012年度に行われたプロデューサー・ベーシストである亀田誠治主催のベーシストコンテスト「亀田杯」では最年少でファイナリストに名を連ねる。高校卒業後、ベーシストの後藤克臣に師事する中、様々なセッションやアーティストサポートを行う。Tempalay、AAAMYYY、TENDRE、MELRAW、Charaのサポートに参加。現在はバンドにてベース、ボーカル詞曲を担当する傍らセッションライブやアーティストサポート、作編曲などで活動中。
結成当初はベース専任だったが、前ボーカル担当のSEIが脱退してからはボーカルを兼任する。2015年から2019年まではエドガー・サリヴァンのメンバーとしても活動していた。
- サトウカツシロ

ギター担当
1993年11月30日生まれ。15歳よりギターを始め、2012年4月に東京音楽大学作曲指揮専攻ポピュラーインストゥルメンツコースに入学。2年後に中退し、フリーランスのギタリストとして活動を開始。2018年よりバンドNulbarichに加入。その他、自身のバンド活動と並行しながらeillやMega Shinnosuke、足立佳奈、伊藤千晃、BiSHのサポートギターを担当。また過去にレコーディングした主なアーティストとしては、SixTONES、ずっと真夜中でいいのに。、キタニタツヤ、山崎育三郎、くじら、idom、アツキタケトモ、フィロソフィーのダンス、TOKYO LIE LIE、syudou、NAOKY、幽夏レイなどが挙げられる。
- いけだゆうた

キーボード担当　早稲田大学に進学しキーボードを購入。いくつかの音楽サークルにてポップロック・ラテン・レゲエやブラックミュージックなど多様な音楽に触れながら早稲田大学音楽サークル「The Naleio」内で結成されたバンド「Lenny's Experiment」にて高木・林・元メンバーの田中と出会い「無礼メン」結成の運びとなる。
自身の音楽経験からジャンルに捕らわれず広く様々な音楽を聴いていた過去があるが、現在はAORのような落ち着いてノリのよい音楽を好む傾向がある。
BREIMEN内では会計補佐や動画コンテンツ作成を担当し、BREIMEN公式ネットラジオ『BREIMENいけだゆうたのワンナイトクルージング』ではジングル・SE・BGMや録音編集などを自身で手掛けている。
サポート歴：佐々木萌・エドガー・サリヴァン・YOTOWN・QiNARI・Mega Shinnosuke・Foiほか。
- ジョージ林

サックス担当
東海大学ジャズ研究会に所属し、サックスを始める。昭和音楽大学短期大学部ポピュラー音楽コースに入学。奏法や理論を本田雅人、斎藤尚久らに師事。2015年3月、サックスマガジン主催「歌モノサックスコンテスト・アルト編」で準グランプリを獲得。2016年11月、凸版印刷株式会社TVCM曲のレコーディングに参加。現在様々なアーティストのレコーディング、ライブサポートを行う。
共演アーティスト：山崎育三郎、鈴木愛理、Little Glee Monster、BOYS AND MEN、Jewel、フィロソフィーのダンス等。
- So Kanno

ドラムス担当
前ドラムス担当の田中"グルーヴ"航の脱退後、2018年7月に加入。1997年9月11日生まれ。北海道帯広市出身。14歳よりドラムを始める。高校卒業と同時に東京へ上京し様々な活動を行う。高木祥太のライブを観に行き、高木祥太と出会う。バンド活動と並行して、キリンジ、Kan Sano、eill、HIMI、BIM、kiki vivi lily、Naz、伊藤千晃、DinoJr.等のアーティストのサポート演奏を務める。

### 旧メンバー
- SEI - ボーカル
2018年に脱退。
- 田中"グルーヴ"航 - ドラムス
2018年に脱退。

## ディスコグラフィ

### 配信限定シングル
| 発売日         | タイトル                       | レーベル           |
| -------------- | ------------------------------ | ------------------ |
| 2018年7月23日  | 棒人間 / 満員電ス              | Bu-Label           |
| 2018年9月11日  | 棒人間 (T-Groove Remix)        | Bu-Label           |
| 2018年10月7日  | A・T・M                        | Bu-Label           |
| 2018年10月28日 | Black or White (feat. DinoJr.) | Bu-Label           |
| 2018年12月17日 | Hip me                         | Bu-Label           |
| 2019年5月18日  | You were my muse               | Bu-Label           |
| 2019年9月20日  | 脱げぱんつ                     | Bu-Label           |
| 2020年7月22日  | noise                          | Bu-Label           |
| 2020年11月25日 | ナイトクルージング             | Bu-Label           |
| 2021年3月31日  | Play time isn’t over           | SPACE SHOWER MUSIC |
| 2021年11月17日 | CATWALK                        | SPACE SHOWER MUSIC |
| 2022年1月26日  | あんたがたどこさ               | SPACE SHOWER MUSIC |
| 2022年4月27日  | D・T・F                        | SPACE SHOWER MUSIC |
| 2023年5月17日  | yonaki                         | Bu-Label           |
| 2023年8月9日   | T・P・P (feat. Pecori)         | Bu-Label           |
| 2023年12月6日  | 乱痴気                         | Ariola Japan       |
| 2024年 3月6日  | ブレイクスルー                 | Ariola Japan       |
| 2024年8月7日   | スプモーニ                     | Ariola Japan       |
| 2024年8月28日  | スプモーニ(sped up)            | Ariola Japan       |
| 2025年6月8日   | BALLOON                        | Ariola Japan       |

### シングル
|     | 発売日        | タイトル      | 規格 | 規格品番  | 収録曲 | レーベル     |
| --- | ------------- | ------------- | ---- | --------- | --- | ------------ |
| 1st | 2025年2月12日 | Rolling Stone | CD   | BVCL-1448 | 1. Rolling Stone 2. Bowling Star 3. Rolling Stone (Anime Version) 4. Rolling Stone (Instrumental) 5. Bowling Star (Instrumental) | Ariola Japan |

### アルバム
|     | 発売日        | タイトル             | 規格 | 規格品番  | 収録曲 | レーベル             |
| --- | ------------- | -------------------- | ---- | --------- | --- | -------------------- |
| 1st | 2020年2月5日  | TITY                 | CD   | PCD-24906 | 1. IWBYL 2. ODORANAI 3. 棒人間 4. A・T・M (album ver.) 5. Lie on the night 6. PINK 7. IDEN feat.AAAMYYY 8. By my side                                      | Bu-Label/P-VINE inc. |
| 2nd | 2021年5月12日 | Play time isn't over | CD   | PECF-3257 | 1. aaA 2. utage 3. ナイトクルージング 4. 赤裸々 5. Play time isn't over 6. 色眼鏡 7. ツモリツモルラバー 8. noise 9. Zzz                                    | SPACE SHOWER MUSIC   |
| 3rd | 2022年7月20日 | FICTION              | CD   | PECF-3272 | 1. フィクション 2. ドキュメンタリ 3. CATWALK 4. 苦楽ララ 5. MUSICA 6. D・T・F 7. あんたがたどこさ 8. 綺麗事 9. チャプター 10. エンドロール                 | SPACE SHOWER MUSIC   |
| 4TH | 2024年4月3日  | AVEANTIN             | CD   | BVCL-1732 | 1. a veantin 2. ブレイクスルー 3. 乱痴気 4. ラブコメディ 5. 眼差し 6. LUCKY STRYKE 7. T･P･P feat.Pecori 8. 寿限無 9. 魔法がとけるまで 10. yonaki 11. L･G･O | Ariola Japan         |

### 映像作品
|     | 発売日         | タイトル                               | 規格    | 規格品番  | レーベル |
| --- | -------------- | -------------------------------------- | ------- | --------- | -------- |
| 1st | 2023年10月11日 | COME BACK TO BREIMEN～LIVE SELECTION～ | Blu-ray | BRMN-0723 | Bu-Label |

### 楽曲提供
- エドガー・サリヴァン「電波少年少女」「2015年宇宙の旅」「ゲレンデベイベー」「あなたに恋をした」「春URARA」「叫べボイエンガル」「MOONBEAM」
- 岡野昭仁×井口理「MELODY (prod.by BREIMEN)」
- ORIGINAL LOVE「月と太陽」

## タイアップ
| 曲名          | タイアップ                                                 |
| ------------- | ---------------------------------------------------------- |
| yonaki        | テレビ朝日系土曜ナイトドラマ「月読くんの禁断お夜食」主題歌 |
| Rolling Stone | テレビアニメ『Dr.STONE SCIENCE FUTURE 』エンディングテーマ |
| Bowling Star  | 関西テレビ 『水曜はJ！ 』エンディングテーマ                |

## 主なライブ

### ワンマンライブ・主催イベント
| 開催日                 | タイトル                                                           | 備考             |
| ---------------------- | ------------------------------------------------------------------ | ---------------- |
| 2020年7月25日          | FIRST FINDER vol. 1                                                | オンラインライブ |
| 2020年8月2日           | BREIMEN ～LIVE STREAMING AT GARAGE～                               | オンラインライブ |
| 2020年9月25日・9月26日 | TITY RELEASE ONE MAN ～OKAWARI ～                                  | 下北沢GARAGE     |
| 2020年11月30日         | YOKOHAMA MUSIC STYLE Online - BREIMEN LIVE                         | オンラインライブ |
| 2021年2月12日          | Park Live - BREIMEN                                                | オンラインライブ |
| 2021年2月28日          | PARTY SESSIOONe                                                    | TOKIO TOKYO      |
| 2021年5月27日〜6月24日 | 「PLAYTIME」～"Play time isn't over"RELEASE ONEMAN～ TOKYO / OSAKA |                  |
| 2022年1月15日          | BREIMEN ONEMAN LIVE                                                | 恵比寿LIQUIDROOM |
| 2022年9月17日〜9月29日 | ONEMAN TOUR "NON FICTION"                                          | 三公演           |